# サーリフ・ボゾク
サーリフ・ボゾク (Sâlih Bozok)は、オスマン帝国末期およびトルコ共和国初期の軍人。トルコの政治家。ムスタファ・ケマル・アタテュルクの副官として知られる。最終階級は中佐。

## オスマン帝国
1881年、サロニカ (トルコ語名：セラーニク、現テッサロニキ)で、ジャフェル・エフェンディとチェレビー・ハヌムの息子として生まれた。サロニカ少年兵学校を経て、1903年に陸軍士官学校を歩兵少尉として卒業した。士官学校卒業後、ジスリ・ムスタファパシャ (現スヴィレングラード)のブルガリアとの国境監視所に、1905年に予備大隊の士官としてイスケチェ (現クサンティ)に配属された。イスケチェ時代に統一と進歩協会に関与し始めた。1908年、中尉に昇進し、ウードゥル、そしてボルで任務に就いた。しばらくして、再びイスケチェ予備大隊に配属された。1910年、サロニカに開校した下士官学校の教官となった。校長は妹の夫ヌーリ・ベイだった。その後、アラティニ邸で監視下に置かれていたアブデュルハミト2世の警護部隊に任命された。バルカン戦争勃発時、アブデュルハミト2世の身柄をドイツのヨットで秘密裏にイスタンブールに移送する任務に就いた。

## 第一次世界大戦

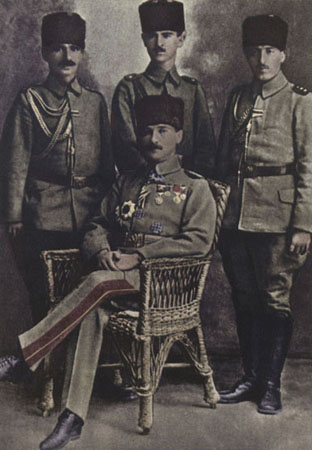
第7軍司令官ムスタファ・ケマル・パシャと副官たち、左から右へ：サーリフ、シュクリュ、ジェヴァート・アッバス、1918年、アレッポにて

1916年、第2軍司令官ムスタファ・ケマル・パシャの要請で、同軍の主席副官に任命されてディヤルバクルに赴任した。ムスタファ・ケマル・パシャが第7軍司令官に就任すると、同軍主席副官に任命されアレッポに赴任した。ムスタファ・ケマル・パシャがユルドゥルム軍集団司令官を辞任すると、エンヴェル・パシャにより退役させられた。終戦後、フェリト・パシャ政府により逮捕されてベキルアー軍刑務所に収監されたが、陸軍省主席補佐官サーリフ・ベイの援助で脱出した。

## 独立戦争から共和国初期
1920年、ムスタファ・ケマル・パシャのアンカラに来るようにとの電報を受け取り、アナトリアに渡りアンカラに至った。ヨズガト反乱が発生すると、チョラク・イブラヒム・ベイの支隊とともにヨズガトに赴いた。ムスタファ・ケマル・パシャが大国民議会議長に選出されると、議長主席補佐官に任命された。勤続年数のために少佐に、戦時の勤続年数が考慮され特別に中佐に昇進した。希土戦争末期、1922年9月10日、ムスタファ・ケマル・パシャとともにイズミルに凱旋した。
ムスタファ・ケマル・パシャの母ズュベイデ・ハヌムがイズミルでの休養を奨められ、1922年12月17日、列車でアンカラからイズミルに移った際、同行した。サーリフの息子ジェミル・サーリフ・ボゾクによると、ウシャキザーデ・ムアンメル・ベイの娘ラティーフェ・ハヌムについて、ズュベイデ・ハヌムは「この娘は息子に相応しくない」と言ったが、サーリフは事実を改竄して「この娘は息子に相応しい」と言ったと伝えたという。
1923年1月14日にズュベイデ・ハヌムが亡くなった後、1月27日にイズミルに来たムスタファ・ケマル・パシャがラティーフェ・ハヌムとの結婚を決意すると、同月29日、フェヴズィ・パシャ、キャーズム・カラベキル・パシャ、アブデュルハーリク・ベイとともに、この結婚の証人となった。1923年7月12日、330票を獲得してボゾク県 (現ヨズガト県)から第二期トルコ大国民議会議員に選出され、8月11日に初登院した。サーリフは、第五期まで同選挙区から選出され続けることになる。1924年8月26日、トルコ産業銀行の設立メンバーの一人として名を連ねた。

## 自殺未遂

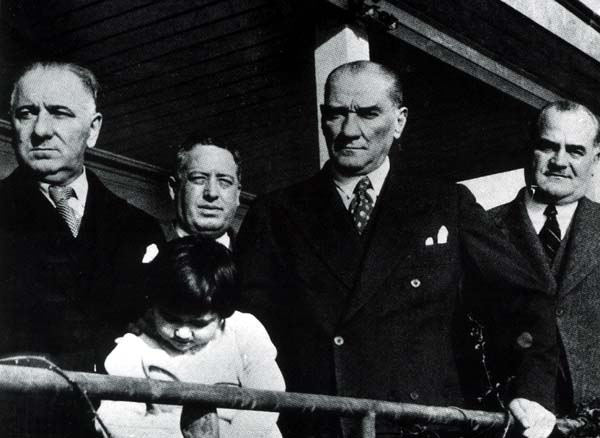
左から右へ：サーリフ、ユルキュ、ジェヴァート・アッバス、ムスタファ・ケマル、「クルチ」アリ、1937年、イスタンブールのフロリヤにて

1938年11月10日、ムスタファ・ケマル・アタテュルクがドルマバフチェ宮殿で息を引き取ると、スミス&ウェッソン社製の拳銃 (シリアルナンバー：228411)を手にし階下の部屋に行き、自らの胸部に銃弾を発射し自殺を図ったが失敗した。 その後、療養のため、ヤロワに移った。
1939年4月3日、第六期トルコ大国民議会でビレジク県から議員に選出された。1941年1月1日に回想録を完成させた後、4月25日にイスタンブールのスアディイェの邸宅で亡くなり、アンカラのジェベジ殉職者墓地のヌーリ・ジョンケルの墓の横に埋葬された。

## 親族
- デュッリイェ・ボゾク：夫人、ジェミル・サーリフ・ボゾク：息子、ムザッフェル・ボゾク：息子
- ムスタファ・ケマル・アタテュルク：再従兄弟
- メフメト・ヌーリ・ジョンケル：義理の兄弟 (サーリフの夫人デュッリイェ・ボゾクの兄)

## 文化的影響
映画:
- 『ヴェダー：別れ』 (Veda): サーリフ・ボゾクの視点から (但し、 アイハン・アクタシュ (Ayhan Aktaş)の演じる息子ムザッフェルがナレーション役で、父サーリフ (Serhat Mustafa Kılıç)から伝え聞いたという形式を採る)、ムスタファ・ケマル・アタテュルクの生涯を描いたズュルフュ・リヴァネリ監督作品。